# مارون الراس
مارون الراس هي إحدى القرى اللبنانية من قرى قضاء بنت جبيل في محافظة النبطية. وتقع قرية مارون الراس على بعد كيلومترين من الحدود اللبنانية الفلسطينية. وتأتي أهميتها العسكرية من كونها تقع على تلال مرتفعة تطل على العديد من المناطق المهمة في الجنوب اللبناني وشمال فلسطين. وتبعد 120 كم عن العاصمة اللبنانية بيروت

## التسمية
مارون الراس اسم مركّب من جزأين. الجزء الأول «مارون» يعني باللغة الآرمية «السيد والشريف». أما الجزء الثاني «الراس» فيشير إلى ارتفاع البلدة الواقعة في أعلى نقطة في منطقة فيصبح معنى الاسم السيد العالي جبل عامل.

### الموقع
تقع بلدة مارون الراس في قضاء بنت جبيل في محافظة النبطية وتبتعد عن العاصمة بيروت مسافة 125 كم.يمكن الوصول إليها عبر سلوك طريق صور - بنت جبيل أو طريق مرجعيون - كفركلا. ترتفع عن سطح البحر نحو 945 م وتمتدّ على مساحة تزيد عن 920 هكتاراً.
ونظراً لارتفاعها، تطلّ مارون الراس على مساحات شاسعة من عمق الأراضي الفلسطينية.
القرى المحيطة بها: مدينة بنت جبيل، بلدة عيترون، بلدة يارون وقرية صلحا الفلسطينية.

## السكان
يقدّر عدد السكّان المسجّلين بنحو 4,551 نسمة، 700 منهم من السكّان الدائمين في البلدة. ينتمي 99% من سكّان البلدة إلى الطائفة الشيعية ويتوزّعون على نحو 400 منزل.
العائلات  في مارون الراس: علوية، فارس، ديب، مكي، الشيخ علي، حمادى، مهنا، كرنيب، شحادي، عيسى، أيوب، أحمد «الملقب بالصفدي»، الحج حسن.

## علماء القرية
- الشيخ عز الدين حسن بن أحمد بن محمد بن أحمد سليمان بن فضل الماروني من تلاميذ أحمد بن فهد الحلي. كان حياً سنة 831 هجرية.
- الشيخ شرارة وهو من أعلام عصره وله كرامة إطفاء حريق بعد أن شب بالحقول ولجوء الأهالي إليه للتضرع والصلاة إلى الله عز وجل.

## التعليم
في البلدة مؤسّسة تربوية واحدة فقط هي مدرسة مارون الراس التكميلية الرسمية.

## الاقتصاد
ترتكز الحياة الاقتصادية في البلدة على الزراعة بشكل شبه كامل.ومن أهم المزروعات: التبغ وبعض الحبوب. كما تضّم البلدة بضعة حوانيت تؤمّن المواد الغذائية والحاجيات الأساسية.

## المعالم
تحتوي مارون الراس على مغارة قديمة يوجد على جدرانها نقوش لا يُعرف تاريخها، وقناطر ونواويس حجرية منقوشة في الصخر، وكذلك أعمدة أثرية متوسّطة الحجم. كما اكتشفت في أرضها آنية خزفية قديمة., كما ويوجد بها مقام على الحدود المتاخمة لفلسطين المحتلة لجهة الجنوب الغربي يعرف باسم محمد الشهيد ويقال أنه من جيش يوشع بن نون وأيضا مقام الشهدا «في خراج البلدة» في مكان ينسب إليهم ويقال أيضا أنهم من جيش يوشع بن نون.

### المعالم السياحية
من تحديثات القرن الحديث المعلم السياحي الذي تم إنشاءه بهبة من الجمهورية الإسلامية الإيرانية تعرف بحديقة «إيران» وهي حديقة سياحية أنشأت على مساحة ما يقرب من مساحة 40,000م2 قدمت هبة من البلدية وتحتوي على ملاعب للأطفال والخيم للعائلات، وتعتبر استراحة ومنفس للمنطقة والزوار من كافة المناطق اللبنانية وبعض الدول العربية وأكثر ما يجذب السياح للحديقة الهواء العليل بعيداً عن تلوث المدن والإطلالة المميزة على فلسطين المحتلة.
```
== المراجع ==
```

1. ↑  GeoNames (بالإنجليزية), 2005, QID:Q830106
2. ↑  معجم قرى جبل عامل - الشيخ سليمان ظاهر - الجزء الثاني صفحة 239
3. ↑  مارون الراس - لوكاليبان نسخة محفوظة 20 أبريل 2017 على موقع واي باك مشين.

## وصلات خارجية
اتحاد بلديات بنت جبيل نسخة محفوظة 1 يناير 2016 على موقع واي باك مشين.